# Polypeza
Polypeza is een geslacht van vliesvleugelige insecten uit de familie Diapriidae.

## Soorten
- P. ciliata (Thomson, 1859)
- P. dalgaardi Buhl, 1992